# Гаранинка
Гаранинка — посёлок в Алапаевском районе Свердловской области России, входящий в муниципальное образование Алапаевское. Является частью Голубковского территориального управления.

## Географическое положение
Посёлок расположен в 50 километрах на северо-восток от города Алапаевска.

## Инфраструктура
На начало 2014 года в Гаранинке действовали клуб, фельдшерский пункт, магазин, школа, в которую ходит четыре ученика, и почтовое отделение.
В феврале-ноябре 2014 года построена 10-километровая гравийная автодорога до автодороги 65К-0110000 (Ирбит- Алапаевск) и села Голубковского.

## Население
| 2002 | 2010 |
| ---- | ---- |
| 236  | ↘111 |